# Triangle carotidien supérieur
Le triangle carotidien supérieur (ou fosse de Malgaigne ou triangle de Malgaigne ou trigone carotidien) est une zone qui fait partie de la région cervicale antérieure.

## Description
Le triangle carotidien supérieur est l'espace compris entre :
- En arrière le bord antérieur du muscle sterno-cléido-mastoïdien ;
- En avant et en bas, le ventre supérieur du muscle omo-hyoïdien.
- En haut le ventre postérieur du muscle digastrique ;

Sa face superficielle est recouverte par le muscle platysma.
Sa face profonde est occupée par les ligaments thyro-hyoïdiens, le muscle hyo-glosse et les muscles constricteurs du pharynx médian et inférieur.
Il contient la bifurcation de l'artère carotide commune.

## Galerie

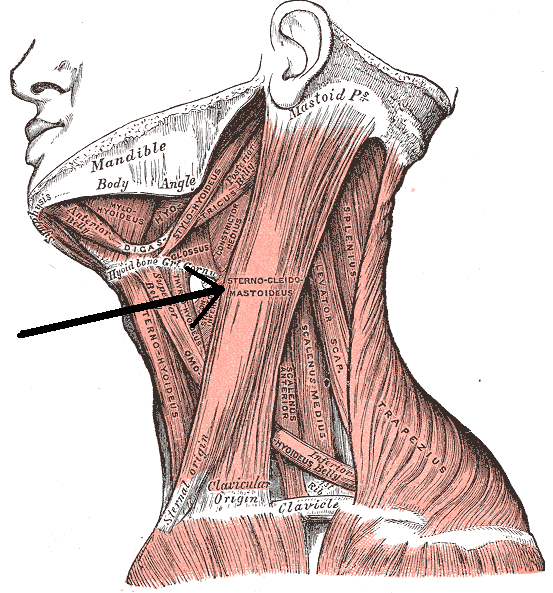
Le muscle sterno-cléido-mastoïdien.
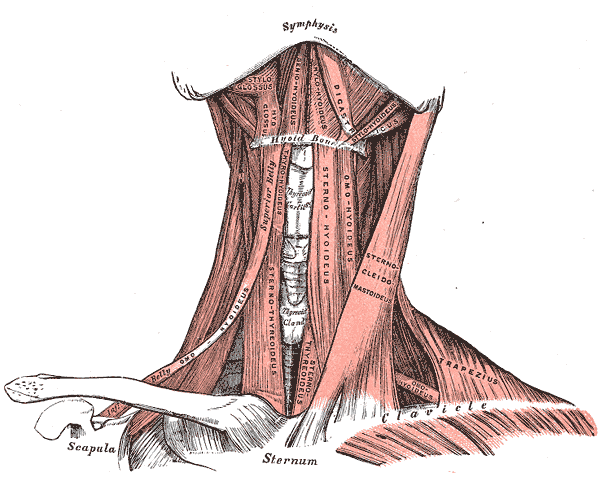
Vue antérieure des muscles du cou.
Les triangles du cou.